# グレイテスト・カラオケ・ヒッツ
『グレイテスト・カラオケ・ヒッツ』（英語: Greatest Karaoke Hits）は、イギリスのロックバンド・クイーンが1998年11月18日にリリースしたベスト・アルバム、および2004年6月14日にリリースした映像作品。

## 概要
本アルバムは、バンド演奏からフレディ・マーキュリーのリードボーカルだけを抜いたオフヴォーカル・バージョン、いわゆるカラオケ音源を収録した洋楽アーティストでは珍しいインストゥルメンタル・アルバム。
収録内容は、ベスト・アルバム『グレイテスト・ヒッツ』、『グレイテスト・ヒッツII』、ミュージック・ビデオ集『グレイテスト・フリックス』、『グレイテスト・フリックス2』をもとに選曲されている。なお、『クイーンII』、『シアー・ハート・アタック』からは1曲も選曲されていない。
また、カラオケ音源も『グレイテスト・フリックス』、『グレイテスト・フリックス2』に収録のミュージック・ビデオの音源に合わせて作成されており、アルバム収録の楽曲の一部はシングル・バージョンやビデオ・バージョンが使用されており、フェードアウトを早める編集が施されている。

## リリース
1998年11月18日、日本限定でリリースされた本アルバムは、バンドのレコード会社移籍に伴い、そのまま再発されることもなく廃盤となってしまった大変希少なアルバムであった。当時のアルバム売り上げはわずか4,700枚、後述のミュージック・ビデオ集は6,000枚であり、中古市場にもめったに出回らないアルバムとなっていた。
2004年6月14日、日本で起こった「第2次クイーンブーム」を受け、フジテレビ系テレビドラマ『プライド』の主題歌に起用された「ボーン・トゥ・ラヴ・ユー」を追加収録した新装版が、CCCDで再発売された。
2019年3月25日、映画『ボヘミアン・ラプソディ』が大ヒットを記録し、日本での社会現象を巻き起こした「第3次クイーンブーム」を受け、4月17日に本アルバムがSMH-CDで再々発売されることが発表された。本アルバムのほか、後述のミュージック・ビデオ集を含んだ全9作品が再発売された。なお、4月17日は、1975年にクイーンが初来日した日であり、「クイーンの日」として、日本記念日協会によって2015年に認定されている。
また、2004年に韓国限定で、本アルバムと後述のミュージック・ビデオ集が、ボックス・セットとしてリリースされた。本作は、歌詞が書かれたブックレットを同梱したデジパック仕様でリリースされた。
2007年9月、同じくカラオケ音源を収録したベスト・アルバム『アーティスト・カラオケ・シリーズ』（英語: Artist Karaoke Series）が、アメリカ限定でリリースされた。本アルバムは、アメリカ限定で配信がなされている。

## グレイテスト・カラオケ・フリックス
アルバムリリースを受け、ミュージック・ビデオ集『グレイテスト・カラオケ・フリックス』（英語: Greatest Karaoke Flix）が、VHS・レーザーディスクで同日リリースされた。
本作は、クイーンのミュージック・ビデオに英語詞（カラオケボックスの映像のように、歌われた部分の歌詞の色が変化する）が表示され、カラオケ音源が流れる。なお、カラオケ音源は、リモコン操作でリードボーカル入りに変更することができる。
本作品で使用されているミュージック・ビデオは、ミュージック・ビデオ集『グレイテスト・フリックス』、『グレイテスト・フリックス2』のものであり、画面アスペクト比は4:3で、『グレイテスト・ビデオ・ヒッツ1』、『グレイテスト・ビデオ・ヒッツ2』に収録のものとは異なるものがある。
2004年のアルバム再発売と同時に、本作品も収録映像を追加してDVDで再発売された。また、2019年の再々発売時に本作品も再々発売された。

## 収録内容

### CD
| #         | タイトル                                             | 作詞・作曲             | 時間  |
| --------- | ---------------------------------------------------- | ---------------------- | ----- |
| 1.        | 「ボヘミアン・ラプソディ」(Bohemian Rhapsody)        | フレディ・マーキュリー | 5:58  |
| 2.        | 「マイ・ベスト・フレンド」(You're My Best Friend)    | ジョン・ディーコン     | 2:53  |
| 3.        | 「愛にすべてを」(Somebody To Love)                   | フレディ・マーキュリー | 5:00  |
| 4.        | 「タイ・ユア・マザー・ダウン」(Tie Your Mother Down) | ブライアン・メイ       | 3:45  |
| 5.        | 「伝説のチャンピオン」(We Are the Champions)         | フレディ・マーキュリー | 3:03  |
| 6.        | 「ウィ・ウィル・ロック・ユー」(We Will Rock You)     | ブライアン・メイ       | 2:03  |
| 7.        | 「永遠の翼」(Spread Your Wings)                      | ジョン・ディーコン     | 4:23  |
| 8.        | 「バイシクル・レース」(Bicycle Race)                 | フレディ・マーキュリー | 3:04  |
| 9.        | 「ファット・ボトムド・ガールズ」(Fat Bottomed Girls) | ブライアン・メイ       | 3:18  |
| 10.       | 「ドント・ストップ・ミー・ナウ」(Don't Stop Me Now)  | フレディ・マーキュリー | 3:32  |
| 11.       | 「愛という名の欲望」(Crazy Little Thing Called Love) | フレディ・マーキュリー | 2:42  |
| 12.       | 「セイヴ・ミー」(Save Me)                            | ブライアン・メイ       | 3:52  |
| 13.       | 「プレイ・ザ・ゲーム」(Play the Game)                | フレディ・マーキュリー | 3:30  |
| 14.       | 「地獄へ道づれ」(Another One Bites the Dust)         | ジョン・ディーコン     | 3:37  |
| 15.       | 「フラッシュのテーマ」(Flash)                        | ブライアン・メイ       | 2:43  |
| 16.       | 「炎のロックンロール」(Keep Yourself Alive)          | ブライアン・メイ       | 3:37  |
| 合計時間: | 合計時間:                                            | 合計時間:              | 57:00 |

| #         | タイトル                                                    | 作詞・作曲                                 | 時間  |
| --------- | ----------------------------------------------------------- | ------------------------------------------ | ----- |
| 1.        | 「カインド・オブ・マジック」(A Kind of Magic)               | ロジャー・テイラー                         | 4:16  |
| 2.        | 「アンダー・プレッシャー」(Under Pressure)                  | クイーン & デヴィッド・ボウイ              | 4:04  |
| 3.        | 「RADIO GA GA」(Radio Ga Ga)                                | ロジャー・テイラー                         | 5:37  |
| 4.        | 「アイ・ウォント・イット・オール」(I Want It All)           | クイーン                                   | 4:04  |
| 5.        | 「ブレイク・フリー (自由への旅立ち)」(I Want To Break Free) | ジョン・ディーコン                         | 4:11  |
| 6.        | 「永遠の誓い」(It's a Hard Life)                            | フレディ・マーキュリー                     | 4:11  |
| 7.        | 「ブレイクスルー」(Breakthru)                               | クイーン                                   | 4:13  |
| 8.        | 「リヴ・フォーエヴァー」(Who Wants To Live Forever)         | ブライアン・メイ                           | 4:01  |
| 9.        | 「ザ・ミラクル」(The Miracle)                               | クイーン                                   | 5:13  |
| 10.       | 「狂気への序曲」(I'm Going Slightly Mad)                    | クイーン                                   | 4:26  |
| 11.       | 「インビジブル・マン」(The Invisible Man)                   | クイーン                                   | 4:18  |
| 12.       | 「ハマー・トゥ・フォール」(Hammer To Fall)                  | ブライアン・メイ                           | 3:39  |
| 13.       | 「心の絆」(Friends Will Be Friends)                         | フレディ・マーキュリー, ジョン・ディーコン | 4:19  |
| 14.       | 「ショウ・マスト・ゴー・オン」(The Show Must Go On)         | クイーン                                   | 4:17  |
| 15.       | 「ONE VISION -ひとつだけの世界-」(One Vision)               | クイーン                                   | 4:10  |
| 合計時間: | 合計時間:                                                   | 合計時間:                                  | 64:59 |

| #         | タイトル                                             | 作詞・作曲             | 時間  |
| --------- | ---------------------------------------------------- | ---------------------- | ----- |
| 16.       | 「ボーン・トゥ・ラヴ・ユー」(I Was Born To Love You) | フレディ・マーキュリー | 4:52  |
| 合計時間: | 合計時間:                                            | 合計時間:              | 69:51 |

#### 詳細
- 1, 5, 7, 9, 10, 11, 13, 14, 15, 16（Disc 1）、1, 3, 5, 6, 8, 14（Disc 2）：オリジナルよりフェードアウトが早くなっている。
- 4, 9, 15（Disc 1）、4, 5, 8, 12, 15（Disc 2）：シングル・バージョンが使用されている。
- 9, 11（Disc 2）：ミュージック・ビデオバージョンが使用されている。

### VHS・レーザーディスク、DVD
| #   | タイトル                                                    | 作詞・作曲                                 | 収録アルバム                 |
| --- | ----------------------------------------------------------- | ------------------------------------------ | ---------------------------- |
| 1.  | 「ボヘミアン・ラプソディ」(Bohemian Rhapsody)               | フレディ・マーキュリー                     | 『オペラ座の夜』             |
| 2.  | 「マイ・ベスト・フレンド」(You're My Best Friend)           | ジョン・ディーコン                         | 『オペラ座の夜』             |
| 3.  | 「愛にすべてを」(Somebody To Love)                          | フレディ・マーキュリー                     | 『華麗なるレース』           |
| 4.  | 「タイ・ユア・マザー・ダウン」(Tie Your Mother Down)        | ブライアン・メイ                           | 『華麗なるレース』           |
| 5.  | 「伝説のチャンピオン」(We Are the Champions)                | フレディ・マーキュリー                     | 『世界に捧ぐ』               |
| 6.  | 「ウィ・ウィル・ロック・ユー」(We Will Rock You)            | ブライアン・メイ                           | 『世界に捧ぐ』               |
| 7.  | 「永遠の翼」(Spread Your Wings)                             | ジョン・ディーコン                         | 『世界に捧ぐ』               |
| 8.  | 「バイシクル・レース」(Bicycle Race)                        | フレディ・マーキュリー                     | 『ジャズ』                   |
| 9.  | 「ファット・ボトムド・ガールズ」(Fat Bottomed Girls)        | ブライアン・メイ                           | 『ジャズ』                   |
| 10. | 「ドント・ストップ・ミー・ナウ」(Don't Stop Me Now)         | フレディ・マーキュリー                     | 『ジャズ』                   |
| 11. | 「愛という名の欲望」(Crazy Little Thing Called Love)        | フレディ・マーキュリー                     | 『ザ・ゲーム』               |
| 12. | 「セイヴ・ミー」(Save Me)                                   | ブライアン・メイ                           | 『ザ・ゲーム』               |
| 13. | 「プレイ・ザ・ゲーム」(Play the Game)                       | フレディ・マーキュリー                     | 『ザ・ゲーム』               |
| 14. | 「地獄へ道づれ」(Another One Bites the Dust)                | ジョン・ディーコン                         | 『ザ・ゲーム』               |
| 15. | 「フラッシュのテーマ」(Flash)                               | ブライアン・メイ                           | 『フラッシュ・ゴードン』     |
| 16. | 「炎のロックンロール」(Keep Yourself Alive)                 | ブライアン・メイ                           | 『戦慄の王女』               |
| 17. | 「カインド・オブ・マジック」(A Kind of Magic)               | ロジャー・テイラー                         | 『カインド・オブ・マジック』 |
| 18. | 「アンダー・プレッシャー」(Under Pressure)                  | クイーン & デヴィッド・ボウイ              | 『ホット・スペース』         |
| 19. | 「RADIO GA GA」(Radio Ga Ga)                                | ロジャー・テイラー                         | 『ザ・ワークス』             |
| 20. | 「アイ・ウォント・イット・オール」(I Want It All)           | ジョン・ディーコン                         | 『ザ・ミラクル』             |
| 21. | 「ブレイク・フリー (自由への旅立ち)」(I Want To Break Free) | フレディ・マーキュリー                     | 『ザ・ワークス』             |
| 22. | 「永遠の誓い」(It's a Hard Life)                            | クイーン                                   | 『ザ・ワークス』             |
| 23. | 「ブレイクスルー」(Breakthru)                               | ブライアン・メイ                           | 『ザ・ミラクル』             |
| 24. | 「リヴ・フォーエヴァー」(Who Wants To Live Forever)         | クイーン                                   | 『カインド・オブ・マジック』 |
| 25. | 「ザ・ミラクル」(The Miracle)                               | クイーン                                   | 『ザ・ミラクル』             |
| 26. | 「狂気への序曲」(I'm Going Slightly Mad)                    | クイーン                                   | 『イニュエンドウ』           |
| 27. | 「インビジブル・マン」(The Invisible Man)                   | ブライアン・メイ                           | 『ザ・ミラクル』             |
| 28. | 「ハマー・トゥ・フォール」(Hammer To Fall)                  | フレディ・マーキュリー, ジョン・ディーコン | 『ザ・ワークス』             |
| 29. | 「心の絆」(Friends Will Be Friends)                         | クイーン                                   | 『カインド・オブ・マジック』 |
| 30. | 「ショー・マスト・ゴー・オン」(The Show Must Go On)         | クイーン                                   | 『イニュエンドウ』           |
| 31. | 「ONE VISION -ひとつだけの世界-」(One Vision)               | クイーン                                   | 『カインド・オブ・マジック』 |

| #   | タイトル                                             | 作詞・作曲             | 収録アルバム             |
| --- | ---------------------------------------------------- | ---------------------- | ------------------------ |
| 32. | 「輝ける日々」(These Are the Days of Our Lives)      | クイーン               | 『イニュエンドウ』       |
| 33. | 「ヘヴン・フォー・エヴリワン」(Heaven For Everyone)  | ロジャー・テイラー     | 『メイド・イン・ヘヴン』 |
| 34. | 「ウインターズ・テイル」(A Winter's Tale)            | クイーン               | 『メイド・イン・ヘヴン』 |
| 35. | 「ボーン・トゥ・ラヴ・ユー」(I Was Born To Love You) | フレディ・マーキュリー | 『メイド・イン・ヘヴン』 |

#### 詳細
- 32, 33, 34：オリジナルよりフェードアウトが早くなっている。
- 33：シングル・バージョンが使用されている。

| #         | タイトル                                             | 作詞・作曲             | 時間  |
| --------- | ---------------------------------------------------- | ---------------------- | ----- |
| 1.        | 「ボヘミアン・ラプソディ」(Bohemian Rhapsody)        | フレディ・マーキュリー | 5:52  |
| 2.        | 「伝説のチャンピオン」(We Are the Champions)         | フレディ・マーキュリー | 2:56  |
| 3.        | 「ウィ・ウィル・ロック・ユー」(We Will Rock You)     | ブライアン・メイ       | 2:00  |
| 4.        | 「ハマー・トゥ・フォール」(Hammer To Fall)           | ブライアン・メイ       | 3:37  |
| 5.        | 「ドント・ストップ・ミー・ナウ」(Don't Stop Me Now)  | フレディ・マーキュリー | 3:25  |
| 6.        | 「タイ・ユア・マザー・ダウン」(Tie Your Mother Down) | ブライアン・メイ       | 3:35  |
| 7.        | 「アイ・ウォント・イット・オール」(I Want It All)    | クイーン               | 3:59  |
| 8.        | 「RADIO GA GA」(Radio Ga Ga)                         | ロジャー・テイラー     | 5:34  |
| 合計時間: | 合計時間:                                            | 合計時間:              | 30:58 |